# Mountfield Cup
Mountfield Cup je hokejový turnaj hraný v Hradci Králové pořádaný od roku 2016. Turnaj pořádá hokejový klub Mountfield HK. Účastní se 4 týmy z toho 1 nebo 2 týmy jsou ze zahraničí. Turnaj se odehrává vždy v srpnu.

## Výsledky

### Mountfield Cup 2016
| Poř.             | Tým                 | Z | V | VP | PP | P | GV | GI | +/− | B |
| ---------------- | ------------------- | - | - | -- | -- | - | -- | -- | --- | - |
| Zlatá medaile    | Mountfield HK       | 3 | 2 | 1  | 0  | 0 | 12 | 5  | +7  | 8 |
| Stříbrná medaile | Avangard Omsk       | 3 | 0 | 1  | 2  | 0 | 8  | 9  | -1  | 4 |
| Bronzová medaile | Salavat Julajev Ufa | 3 | 1 | 0  | 1  | 1 | 11 | 12 | -1  | 4 |
| 4.               | HC Dynamo Pardubice | 3 | 0 | 1  | 0  | 2 | 10 | 15 | -5  | 2 |

### Mountfield Cup 2017
| Poř.             | Tým                 | Z | V | VP | PP | P | GV | GI | +/− | B |
| ---------------- | ------------------- | - | - | -- | -- | - | -- | -- | --- | - |
| Zlatá medaile    | Mountfield HK       | 3 | 0 | 3  | 0  | 0 | 9  | 6  | +3  | 6 |
| Stříbrná medaile | HC Sparta Praha     | 3 | 1 | 0  | 2  | 0 | 5  | 6  | -1  | 5 |
| Bronzová medaile | HC Dynamo Pardubice | 3 | 1 | 0  | 1  | 1 | 6  | 5  | +1  | 4 |
| 4.               | Jižní Korea         | 3 | 0 | 1  | 1  | 1 | 6  | 9  | -3  | 3 |

### Mounfield Cup 2018
| Poř.             | Tým                 | Z | V | VP | PP | P | GV | GI | +/− | B |
| ---------------- | ------------------- | - | - | -- | -- | - | -- | -- | --- | - |
| Zlatá medaile    | HC Sparta Praha     | 3 | 1 | 1  | 1  | 0 | 17 | 9  | +8  | 6 |
| Stříbrná medaile | HC Davos            | 3 | 2 | 0  | 0  | 1 | 12 | 15 | -3  | 6 |
| Bronzová medaile | Mountfield HK       | 3 | 1 | 1  | 0  | 1 | 12 | 13 | -1  | 5 |
| 4.               | HC Dynamo Pardubice | 3 | 0 | 0  | 1  | 2 | 6  | 10 | -4  | 1 |

### Mountfield Cup 2019
| Poř.             | Tým                  | Z | V | VP | PP | P | GV | GI | +/− | B |
| ---------------- | -------------------- | - | - | -- | -- | - | -- | -- | --- | - |
| Zlatá medaile    | HC Spartak Moskva    | 3 | 2 | 1  | 0  | 0 | 15 | 4  | +11 | 8 |
| Stříbrná medaile | Mountfield HK        | 3 | 2 | 0  | 1  | 0 | 11 | 6  | +5  | 7 |
| Bronzová medaile | HC Slovan Bratislava | 3 | 1 | 0  | 0  | 2 | 8  | 11 | -3  | 3 |
| 4.               | HC Dynamo Pardubice  | 3 | 0 | 0  | 0  | 3 | 2  | 15 | -13 | 0 |